# The Lady in the Balcony: Lockdown Sessions
The Lady In The Balcony: Lockdown Sessions è il quattordicesimo album live di Eric Clapton, pubblicato nel 2021.
La sessione, che si è svolta nelle campagne inglesi del West Sussex, è stata organizzata da Eric Clapton a seguito del lockdown causato dalla pandemia di Covid 19.L’artista ha infatti voluto riprendere la propria attività musicale che era stata interrotta a partire dal 2020.

## Tracce
01. Nobody Knows You When You’re Down And Out
02. Golden Ring
03. Black Magic Woman
04. Man of the World
05. Kerry
06. After Midnight
07. Bell Bottom Blues
08. Key to the Highway
09. River of Tears
10. Rock Me Baby
11. Believe in Life
12. Going Down Slow
13. Layla
14. Tears in Heaven
15. Long Distance Call
16. Bad Boy
17. Got My Mojo Working